# Marta Aibeková
Marta Aibeková (* 22. června 1947) je slovenská politička.
Marta Aibeková byla poslankyně Národní rady Slovenské republiky za Hnutí za demokratické Slovensko (HZDS) ve volebních obdobích 1992–1994, 1994–1998 a 1998–2002.
Marta Aibeková patří k politikům HZDS, kteří před parlamentními volbami v roce 2002 vystoupili ze strany společně s Ivanem Gašparovičem a založili Hnutí za demokracii. Zpočátku působila ve vedení hnutí, později z něj odešla, aby se po roce vrátila do funkce místopředsedkyně pro humanitní vědy, do které ji zvolil kongres strany 18. února 2006. Marta Aibeková kandidovala na předním místě kandidátky Hnutí za demokracii v parlamentních volbách v roce 2002 i 2006. Její strana se však do parlamentu ani jednou nedostala.